# Trayce Jackson-Davis
Trayce Jackson-Davis (ur. 22 lutego 2000 w Greenwood) – amerykański koszykarz, występujący na pozycji sinego skrzydłowego, obecnie zawodnik Golden State Warriors.
W 2019 został wybrany najlepszym koszykarzem szkół średnich stanu Indiana (Indiana Gatorade Player of the Year, Indiana Mr. Basketball). Wystąpił też w meczach gwiazd amerykańskich szkół średnich McDonald’s All-American i Jordan Classic.
W 2023 reprezentował Golden State Warriors podczas rozgrywek letniej ligi NBA w Las Vegas.

## Osiągnięcia
Stan na 21 grudnia 2023, na podstawie, o ile nie zaznaczono inaczej.
NCAA
- Uczestnik rozgrywek:
  - II rundy turnieju NCAA (2023)
  - turnieju NCAA (2022, 2023)
- Laureat nagrody Karl Malone Award (2023)
- Zaliczony do:
  - I składu:
    - All-American (2023)
    - Big Ten (2023)
    - defensywnego Big Ten (2022, 2023)
    - najlepszych pierwszorocznych zawodników Big Ten (2020)
    - turnieju:
      - Big 10 (2022, 2023)
      - Maui Invitational (2021)

  - II składu Big 10 (2022)
  - III składu:
    - All-American (2021 przez USBWA, NABC, SN)
    - Big Ten (2020)

  - honorable All-American (2021 przez Associated Press)
- Najlepszy: 
  - koszykarz tygodnia konferencji Big 10 (7.12.2020, 11.01.2021, 15.11.2021, 23.01.2023, 30.02.2023, 6.02.2023, 13.02.2023, 6.03.2023)
  - pierwszoroczny koszykarz tygodnia konferencji Big Ten (24.02.2020, 10.02.2020, 16.12.2019, 2.12.2019)
- Lider:
  - NCAA w liczbie:
    - celnych (246) rzutów za 2 punkty (2022)
    - oddanych rzutów wolnych (2021 – 229)

  - konferencji Big 10 w:
    - średniej:
      - bloków (2023 – 2,9)

    - liczbie:
      - zbiórek w obronie (2023 – 255)
      - bloków (2023 – 92)
      - celnych (246) i oddanych (415) rzutów za 2 punkty (2022)
      - oddanych rzutów wolnych (2021 – 229)

Reprezentacja
- Mistrz Ameryki U–18 (2018)